# 赛义德·阿西姆·穆尼尔
赛义德·阿西姆·穆尼尔中将，全名为赛义德·阿西姆·穆尼尔·艾哈迈德·沙阿。是一名巴基斯坦陸軍將領，自2022年11月30日出任巴基斯坦陆军参谋长，接替此前退休的卡马尔·贾韦德·巴杰瓦中将。他曾于2021年10月起出任巴基斯坦陸軍軍需部司令。此前，他曾擔任巴基斯坦陸軍第30軍團司令（2019年6月～2021年10月）和巴基斯坦三軍情報局局長（2018年10月25日～2019年6月17日，之後職務由法伊兹·哈米德將軍接替）等職。